# Boston Beach
Boston Beach är en strand i Jamaica.   Den ligger i parishen Parish of Portland, i den östra delen av landet, 50 km öster om huvudstaden Kingston. Boston Beach ligger på ön Jamaica.